# Route départementale 105 (Haut-Rhin)
Pour les articles homonymes, voir Route départementale 105.
La route départementale 105, ou D 105 68, est une route départementale française reliant la frontière franco-allemande (à hauteur du pont Palmrain) à l'ouest de la commune d'Hésingue. Un contournement de cette dernière a été inauguré le 20 mai 2009, et le Projet d'Aménagement et de Développement Durable (PADD) de la ville de Saint-Louis prévoit une mise à 2x2 voies de cet axe.